# Faggens krog

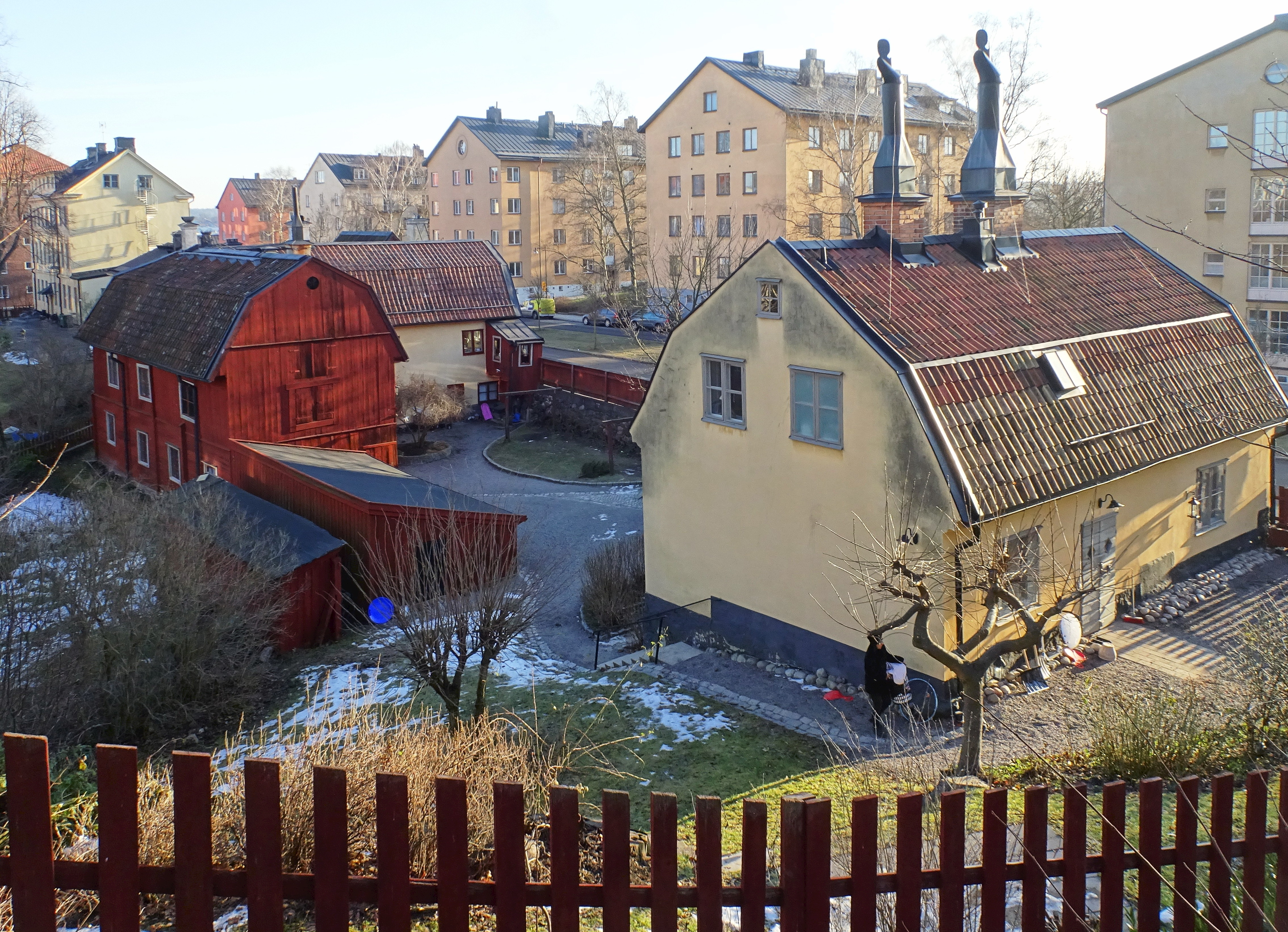
Faggens krogs byggnader i januari 2017.

Faggens krog är namnet på ett kvarter och en grupp historiska byggnader vid Gaveliusgatan 5 på östra Södermalm i Stockholm. Den nästan musealt bevarade borgargården från 1700-talet besjöngs av Carl Michael Bellman och inhyste både krog och senare klädesfabrik. 1932 blev Stockholms stad ägare. Kommunägda AB Stadsholmen förvaltar och hyr ut husen som renoverades och moderniserades på 1980-talet.

## Historik

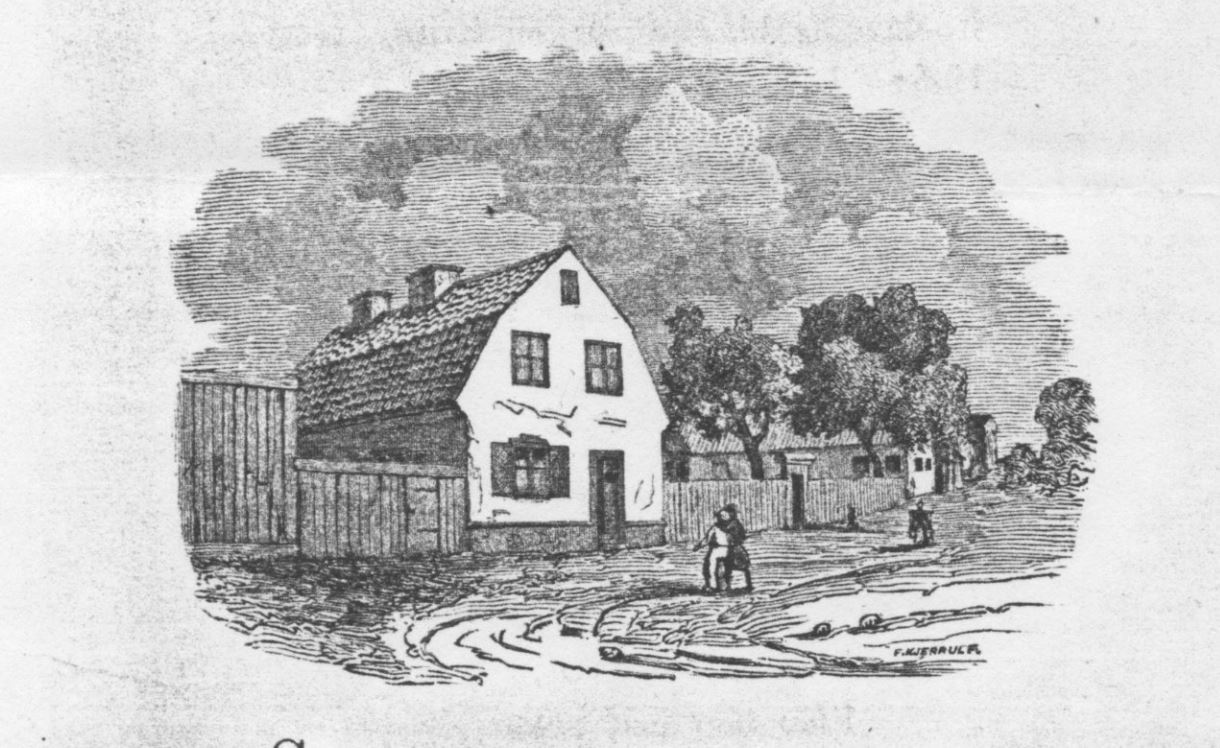
Faggens på 1800-talet.

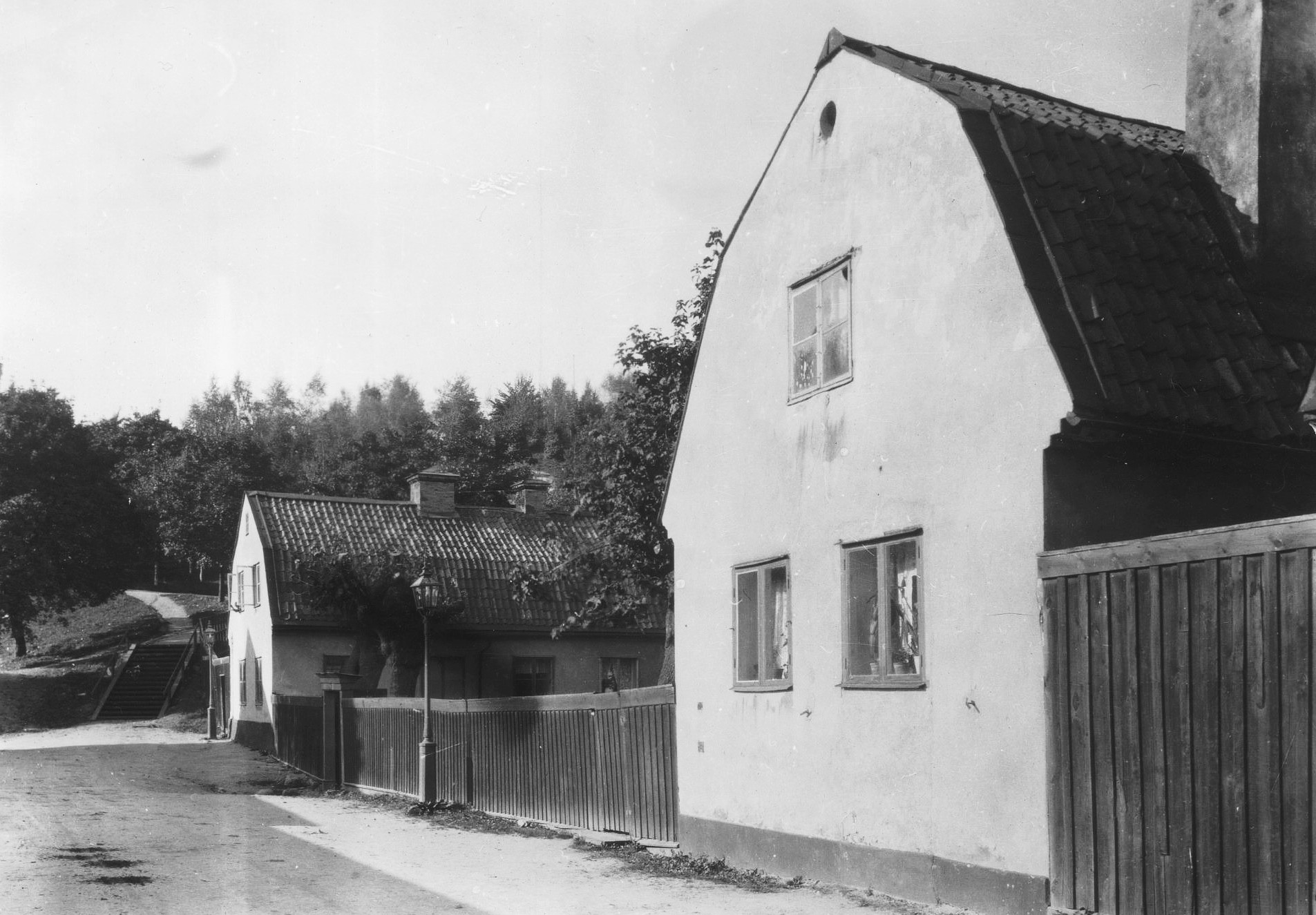
Faggens från Barnängstvärgatan (nuvarande Gaveliusgatan) 1913.

Faggens krog har sitt namn efter trädgårdsmästaren Petter Fagge den äldre (död 1731) som flyttade till fastigheten 1702 då han förvärvade stället av Isac Meijtens arvingar och anlade en trädgård med försäljning till allmänheten. Tomten sträckte sig från nuvarande Gaveliusgatan till Skånegatan i norr och från Vita bergen i väster till samma gräns som idag i öster, där Barnängens flickhem hade sin verksamhet på 1950-talet. Tomtägare var Danviks hospital.
Fagges son, Petter Fagge den yngre, fick 1731 tillstånd att få sälja dricka åt främmande, som komma till honom. Efter Fagge d.y.:s död 1738 gick fastigheten till trädgårdsmästaråldermannen Rydman. Fagge d.y. avled på grund av sin enorma alkoholkonsumtion, huvudsakligen öl och brännvin. Hans utskänkningstillstånd hade då redan fråntagits honom.
Krogrörelsen blev under Rydmans efterföljare, Eric Nordström, mer lönande än verksamheten med trädgården. Nordström hade tidigare varit trädgårdsdräng i Stora Daurerska huset, Carl Michael Bellmans födelsehus. Nordström var även svärfar till Maria Kristina Kiellström, även känd som  Ulla Winblad i Bellmans epistlar.
Krogen var alltså inte helt okänd för Bellman som besökte stället ett antal gånger med sina vänner och besjöng Faggens i Fredmans Epistel n:o 55 där han skildrar Lorentz Mollbergs kägelspel en sommarafton år 1770. 
| ” | Stundom hans bild skyms af de ekar som på gål'n kring Kägelbanan stå; Stängd i en vrå Står han och pekar Midt bland dem som käglor slå, Stiger på tå, Grälar och nekar Att i slaget ramla två. | „ |

Inom anläggningen fanns tydligen en kägelbana (som Bellman nämner), den upptas i bouppteckningen efter Nordström som ”ett kägelspel med klot, värderat till 6 daler”. Efter Nordström drevs krogen av traktören Petter Östberg som inköpte fastigheten 1771. Tio år senare är traktören Anders Widgren ägare. I början av 1800-talet lades krogrörelsen ner och byggnaderna nyttjades som klädesfabrik av skofabrikören Emanuel Lewin. Då tillkom en mindre industribyggnad på tomten (idag hus 1, stenhuset närmast Vita bergen). 1852 blev det ombyggd till bostad. Fastigheten skulle sedan vandra genom en lång rad ägare tills Danviks hospital använde sin lösningsrätt och 1885 återförvärvade egendomen.

## Bebyggelsen

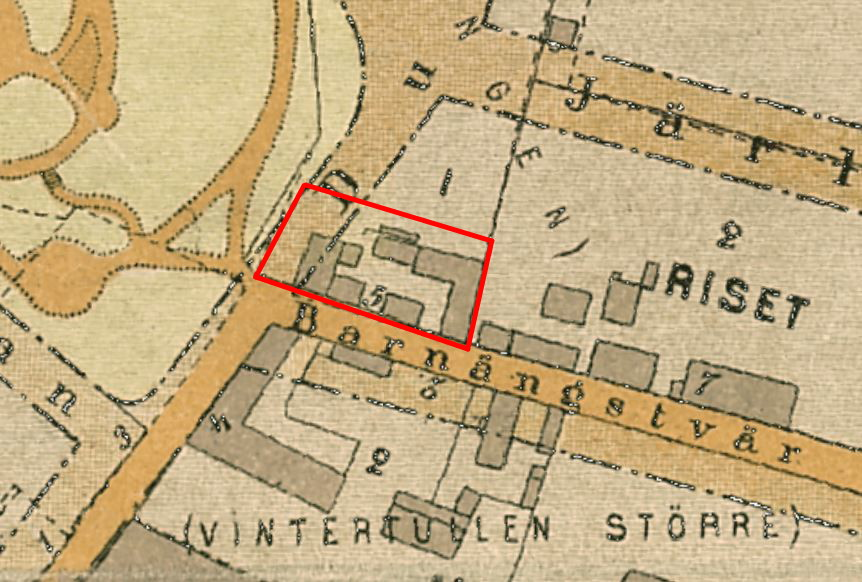
Faggens gård på en karta från 1909.

Gården syns på Petrus Tillaeus karta från 1733 och är där redovisad som två mot varann liggande byggnader med flyglar i vinkel mot gatan och med en inkörsport däremellan. Den historiska bebyggelsen består idag av fyra trä- och två stenhus som grupperar sig kring en innergård med ett plank mot gatan och en trädgård mot norr. 
Stenhusen är gulputsade och har en våning med vindsvåning under ett brutet sadeltak. Båda står med gaveln mot gatan. De övriga husen är panelade trähus med olika höjd och är avfärgade i faluröd kulör. Stenhus 1 uppfördes 1802 som klädesfabrik medan resten härrör från olika tider på 1700- och 1800-talen. Stenhus 2 är sammanbyggd i vinkel med trähus 3. I den senare bedrevs själva gästgiveriet.
Husen förvärvades 1932 av Stockholms stad från Danviks hospital. Idag ägs och förvaltas Faggens hus av kommunägda AB Stadsholmen. Området är blåklassat av Stockholms stadsmuseum vilket innebär att husens kulturhistoriska värde motsvarar fordringarna för byggnadsminnen i kulturminneslagen. 
Tidigare hörde området till kvarteret Vintertullen, sedan Barnängen och därefter Riset, men är numera en egen fastighet med beteckningen Faggens krog 1. 1979 utförde Stockholms stadsmuseum en omfattande byggnadsinventering, som låg till grund för en planerad varsam upprustning och modernisering. Stadsmuseet hade även det antikvariska ansvaret och under renoveringens gång ordnades visningar där allmänheten själv fick prova på de gamla hantverksmetoderna. Gaveliusgatan 5A är senast ombyggd 1987 och Gaveliusgatan 5B under 1998, byggherre var AB Stadsholmen som anlitade KASK arkitektkontor att upprätta uppmätningsritningar och ombyggnadshandlingar. I husen finns idag bland annat konstnärsateljéer och privatbostäder.

## Galleri

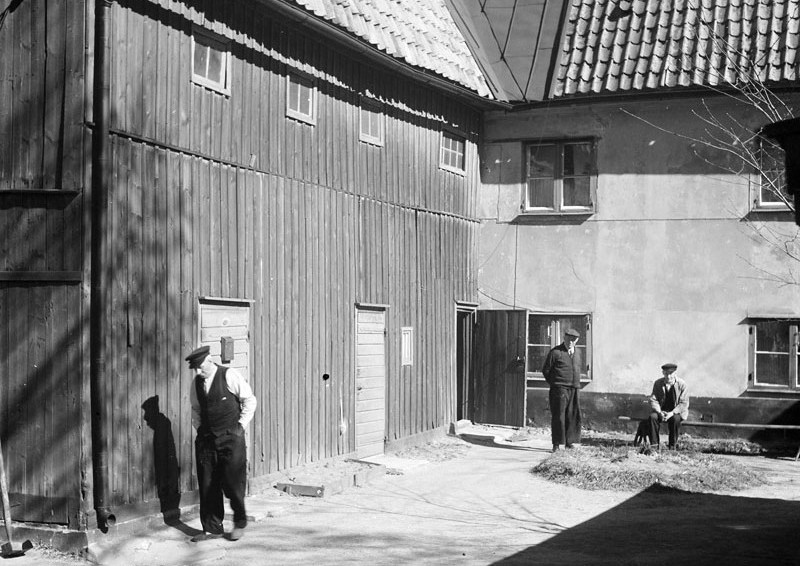
Faggens innergård 1943.
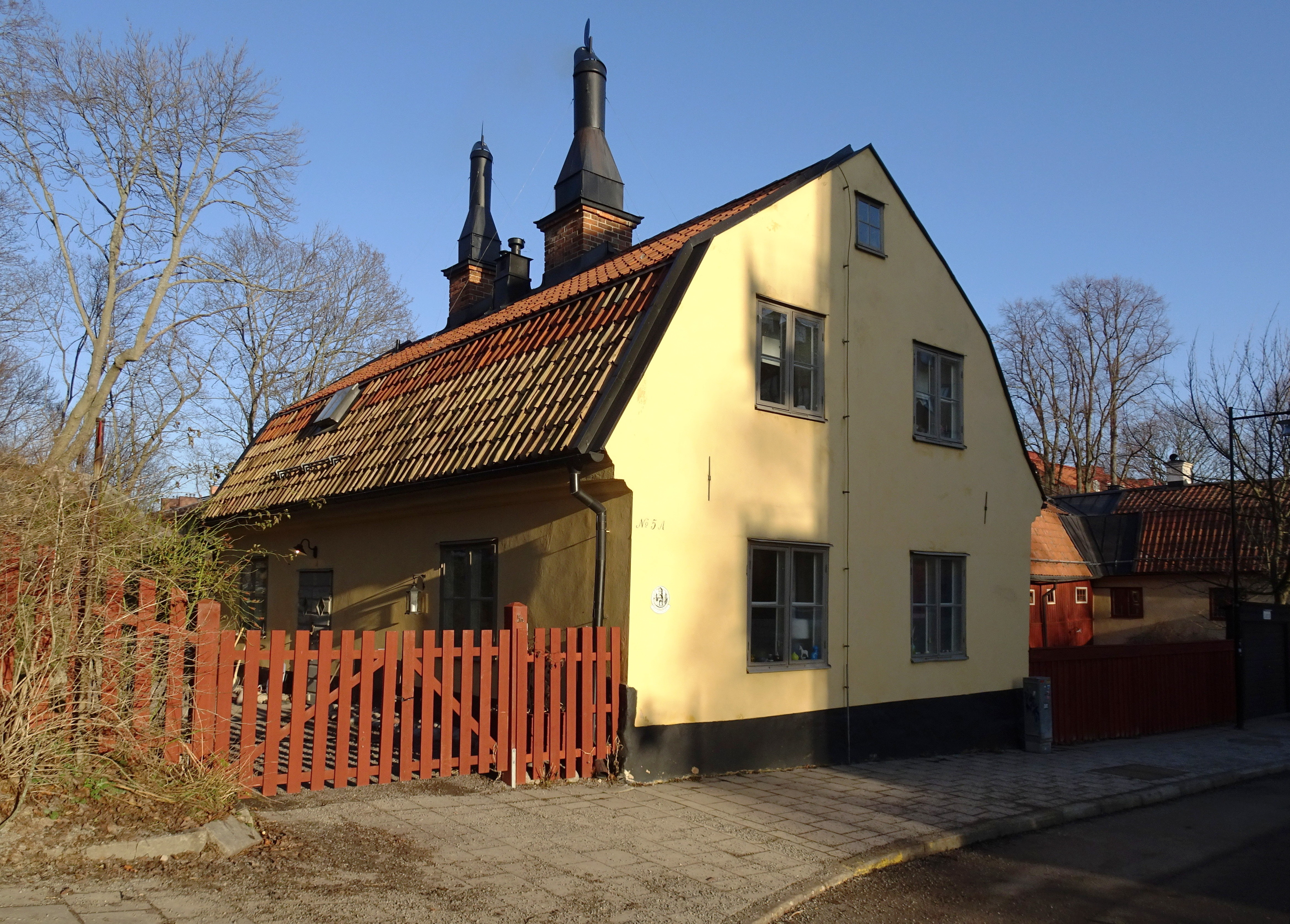
Hus 1 kom till 1802.
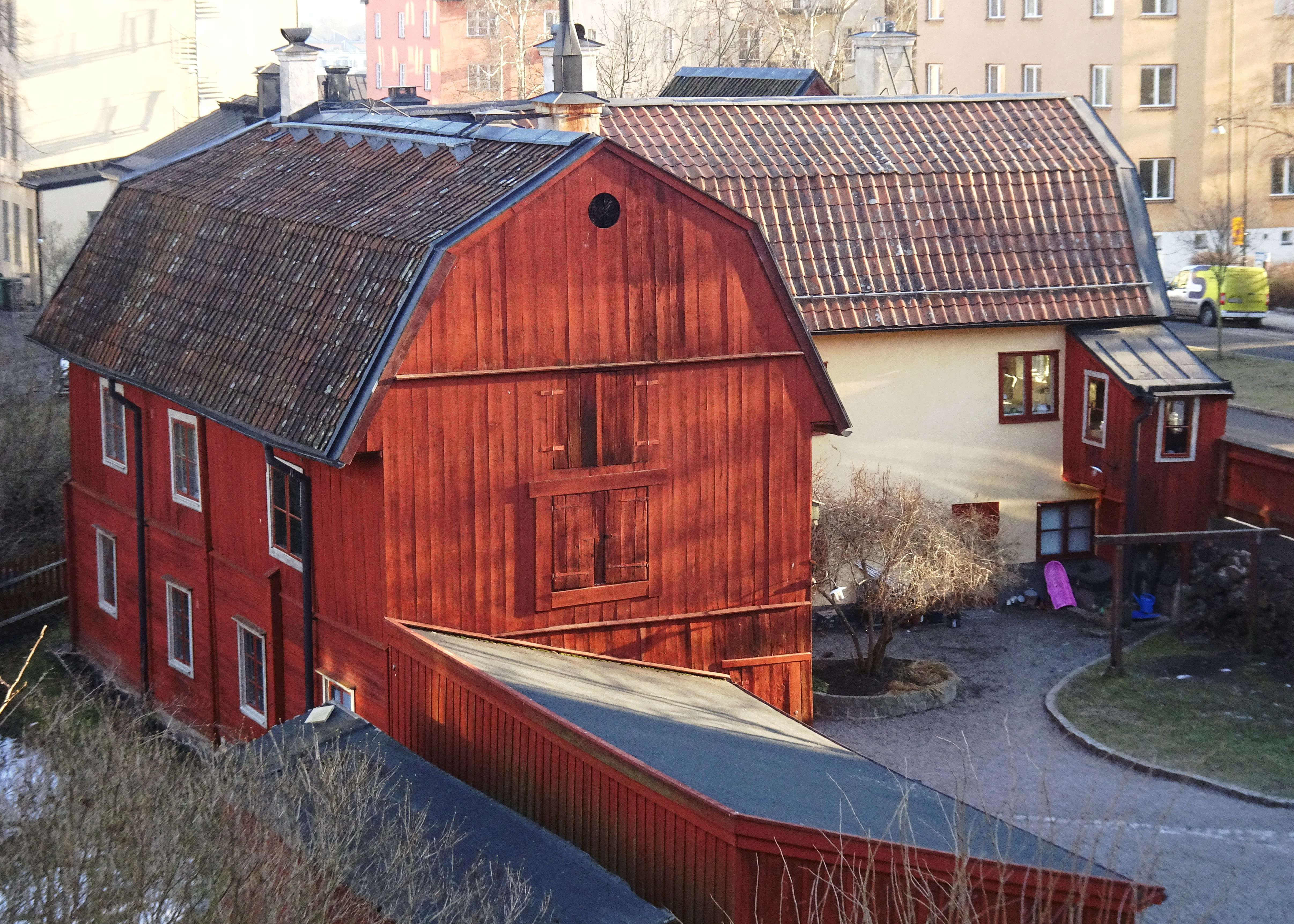
Innergården, hus 3 (närmast) och 2.
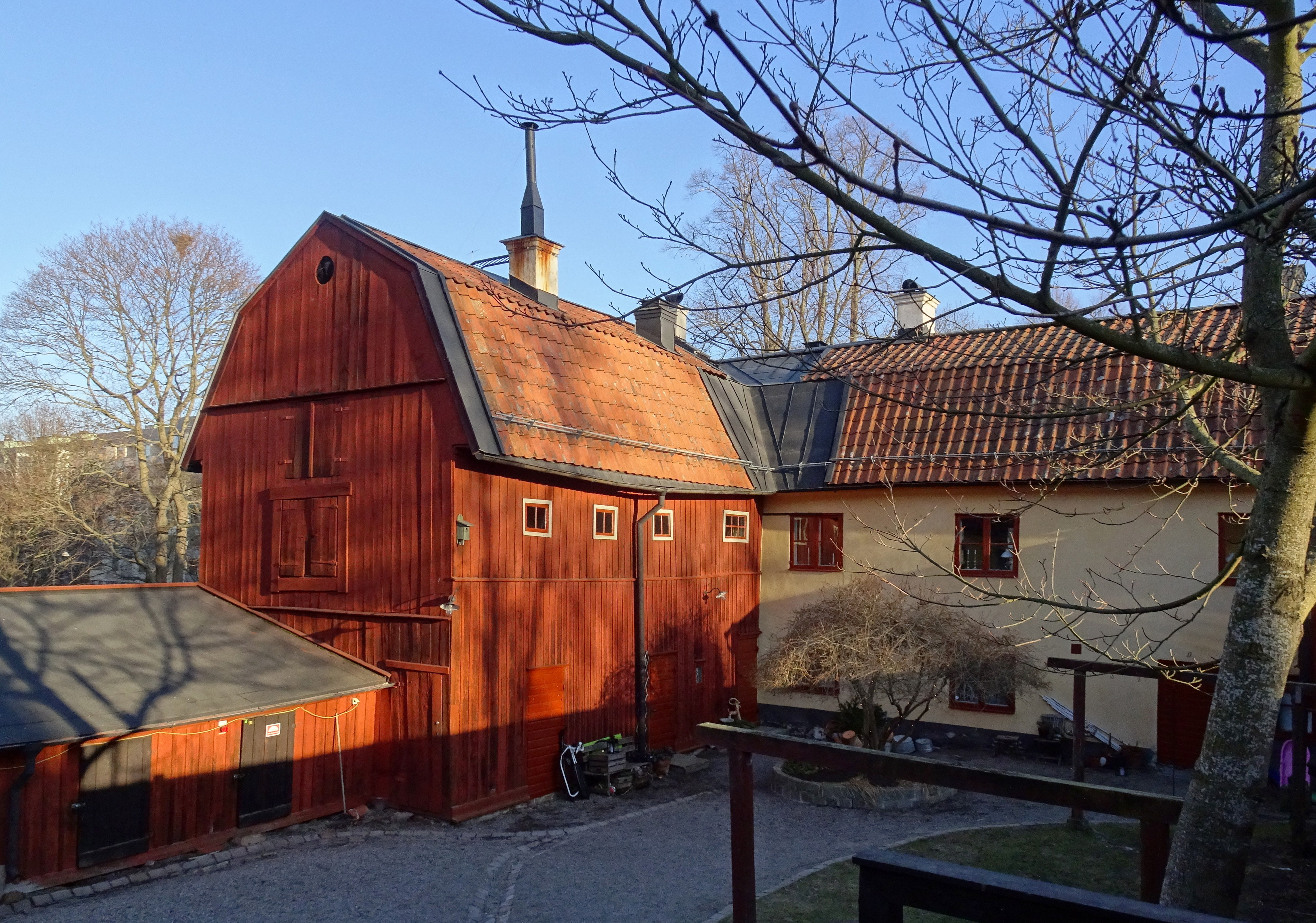
Innergården, hus 3 och 2.
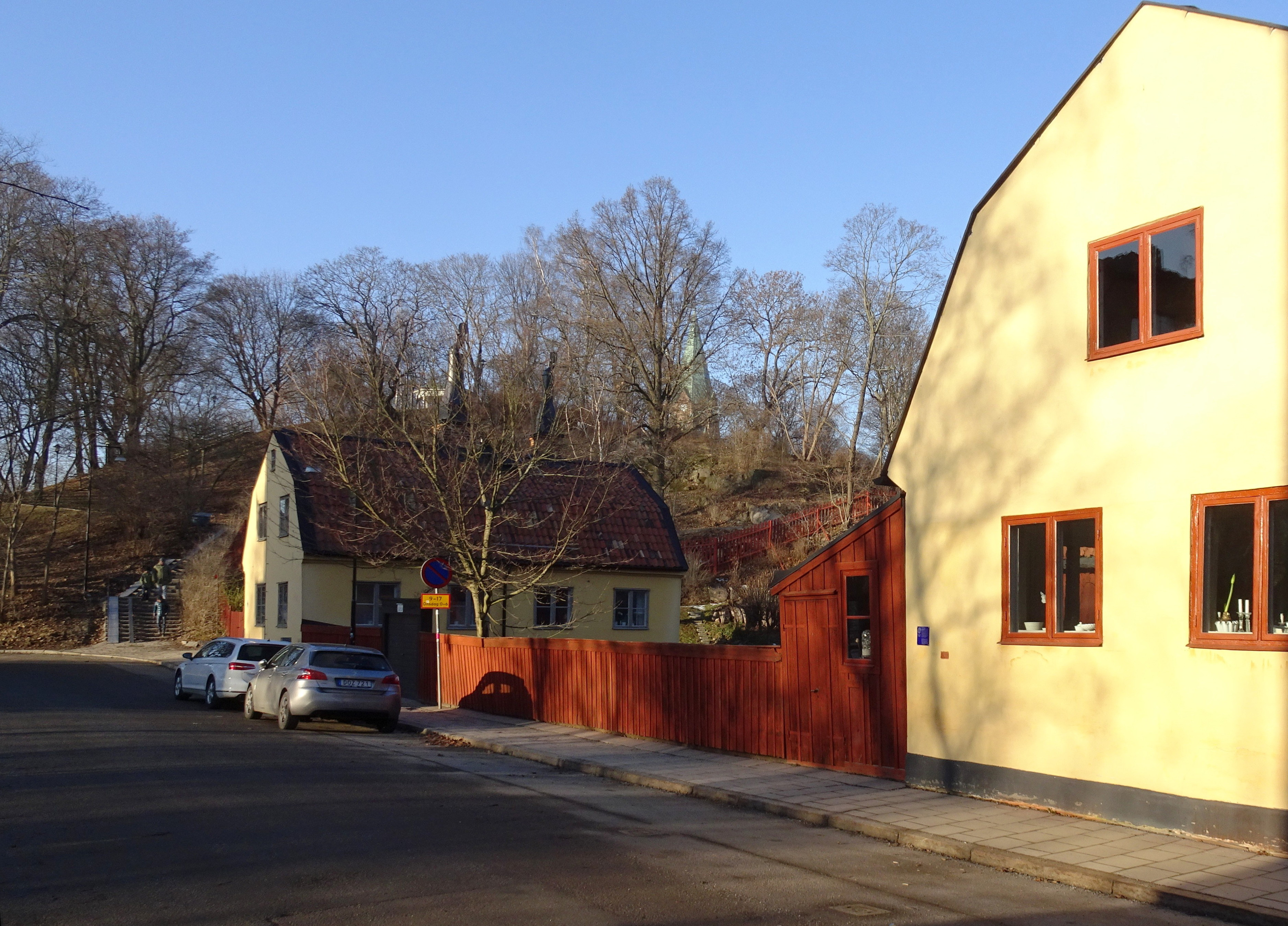
Hus 2 (närmast), hus 1 i bakgrunden.